# SN 1935A
SN 1935A – supernowa odkryta 5 czerwca 1935 roku w galaktyce IC 4652. W momencie odkrycia miała maksymalną jasność 15,00m.